# 诺埃尔·瑞安
诺埃尔·瑞安（英語：Noel Ryan，1912年—1969年11月23日），澳大利亚男子游泳运动员。他曾代表澳大利亚参加1930年、1934年和1938年大英帝国运动会游泳比赛，获得一枚金牌和一枚铜牌。